# 細川温子
細川 温子（ほそかわ よしこ、1918年〈大正7年〉6月23日 - 1940年〈昭和15年〉8月10日）は、日本の華族の女性。旧姓は、近衛。通称オンチあるいはオンチャン、ブタ公。
近衛文麿の次女。母は千代子。外祖父は毛利高範。

## 経歴
1936年（昭和11年）3月、女子学習院を卒業。1937年（昭和12年）4月、木戸幸一夫妻の媒酌で、京都帝国大学大学院在学中の細川護貞と結婚。このとき行われた仮装パーティで近衛文麿はヒトラーに扮したが、その写真が市中に出回って話題となり、木戸幸一は「つまらんものになったな」と呟いたとされる。
21歳で結核に罹患し、1年余りの闘病生活を経て、二児を遺し早世した。夫・細川護貞は、「明るく現代的な人だけに突然、結核で亡くなったときには非常なショックを受けた。温子との結婚生活はわずかに4年しかなかった」と回想している。墓所は南禅寺天授庵。
温子の死後、護貞は、旧熊本藩筆頭家老であった松井家から、松井明之の長女・薫子（1925年 - 2006年）を後妻に迎え、薫子との間に千明子（表千家14代千宗左夫人）を儲けた。

## 家族
- 長男：護煕（熊本県知事・日本新党代表・第79代内閣総理大臣）
- 次男：護煇（近衛家養子となり、近衞忠煇と改名。日本赤十字社社長、2009年（平成21年）に国際赤十字会長）